# فرنسيس روبرت بورتون
فرنسيس روبرت بورتون (9 سبتمبر 1840 - 4 يوليو 1915) (بالإنجليزية: Francis Robert Burton)‏ هو لاعب كريكت أسترالي.